# Ralph Hammeras
Ralph Hammeras, né le 24 mars 1894 à Minneapolis au Minnesota et mort le 3 février 1970, est un concepteur d'effets spéciaux, cinéaste et directeur artistique. Il a été nommé à trois reprises pour les Oscars des effets spéciaux et de la direction artistique.

## Filmographie
- 1925 : Le Monde perdu de Harry O. Hoyt
- 1929 : Le Vautour (The Sky Hawk) : maquette de la ville de Londres
- 1931 : L'Amour en l'an 2000 (Just Imagine)
- 1938 : L'Incendie de Chicago (In Old Chicago)
- 1949 : Deep Waters de Henry King
- 1954 : Vingt Mille Lieues sous les mers

## Distinctions

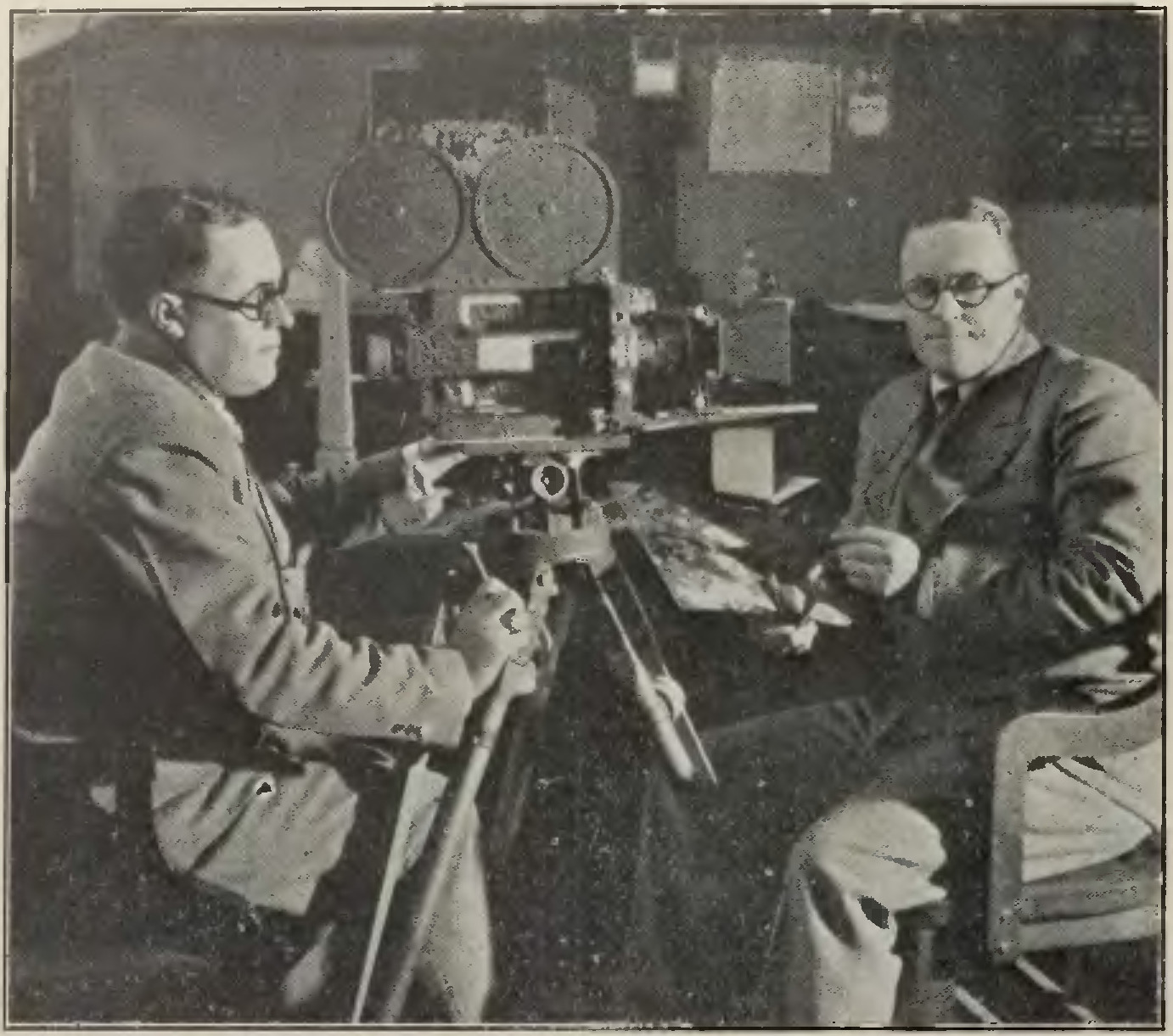
Ralph Hammeras dans Film Daily en 1929.

- 1929: Nommé pour l'Oscar des meilleurs effets d'ingénierie[2]
- 1931: L'Amour en l'an 2000 (titre original : Just Imagine) - Nommé pour l'Oscar de la meilleure direction artistique[3],[4]
- 1949: Deep Waters - Nommé pour l'Oscar des meilleurs effets visuels[5],[6]